# شاخص قندخونی

شاخص قندخونی

شاخص گلیسمی یا نمایهٔ قندِخونی (انگلیسی: glycemic index; GI) عددی بین ۰ تا ۱۰۰ است که به یک مادهٔ غذایی اختصاص داده می‌شود؛ به‌طوری‌که گلوکز خالص به‌صورت قراردادی مقدار ۱۰۰ در نظر گرفته می‌شود و بیانگر افزایش نسبی سطح قند خون دو ساعت پس از مصرف آن مادهٔ غذایی است. مقدار GI یک غذای خاص عمدتاً به نوع کربوهیدرات موجود در آن بستگی دارد، اما میزان گیر افتادن مولکول‌های کربوهیدرات در ساختار غذا، مقدار چربی و پروتئین، رطوبت و فیبر، میزان اسیدهای آلی (یا نمک‌های آن‌ها) (مانند اسید سیتریک یا اسید استیک) و روش پخت نیز بر آن تأثیر می‌گذارند. جدول‌های GI که شامل انواع زیادی از مواد غذایی و شاخص گلیسمی آن‌ها هستند، در دسترس‌اند. غذایی که GI آن ۵۵ یا کمتر باشد دارای «شاخص گلیسمی پایین»، غذایی که ۷۰ یا بیشتر باشد «شاخص گلیسمی بالا» و در صورتی که بین ۵۶ تا ۶۹ باشد دارای «شاخص گلیسمی متوسط» در نظر گرفته می‌شود.
این اصطلاح در سال ۱۹۸۱ توسط دیوید جی. جنکینز (David J. Jenkins) و همکارانش معرفی شد و با هدف مقایسه اثر نسبی مواد غذایی مختلف بر سطح گلوکز خون پس از صرف غذا ایجاد گردید. این شاخص برای کمی‌سازی سرعت نسبی تجزیهٔ کربوهیدرات‌ها در بدن مفید است. شاخص گلیسمی فقط کربوهیدرات در دسترس (کربوهیدرات کل منهای فیبر) موجود در یک مادهٔ غذایی را در نظر می‌گیرد. شاخص گلیسمی پاسخ گلیسمی فردی به یک غذا را پیش‌بینی نمی‌کند، اما می‌تواند به‌عنوان ابزاری برای ارزیابی بار پاسخ انسولینی یک غذا — به‌طور میانگین در یک جمعیت مورد مطالعه — استفاده شود. پاسخ افراد به‌طور قابل‌توجهی متفاوت است.
معمولاً شاخص گلیسمی در ارتباط با مقدار مصرف مادهٔ غذایی و میزان کربوهیدراتی که در عمل از آن خورده می‌شود به کار می‌رود. معیار مرتبطی به نام بار گلیسمی (انگلیسی: glycemic load; GL) این موضوع را با ضرب کردن شاخص گلیسمی مادهٔ غذایی مورد نظر در میزان کربوهیدرات موجود در وعدهٔ واقعی در نظر می‌گیرد.

## اندازه‌گیری
شاخص گلیسمی یک مادهٔ غذایی به‌صورت مساحت افزایشی زیر منحنی پاسخ قند خون در طی دو ساعت (AUC) پس از یک ناشتایی ۱۲ ساعته و مصرف مادهٔ غذایی با مقدار مشخصی از کربوهیدرات در دسترس (معمولاً ۵۰ گرم) تعریف می‌شود. مساحت زیر منحنی مادهٔ غذایی آزمون بر مساحت زیر منحنی مادهٔ غذایی استاندارد (یا گلوکز یا نان سفید که منجر به دو تعریف متفاوت می‌شوند) تقسیم شده و در ۱۰۰ ضرب می‌شود. مقدار میانگین GI از داده‌های جمع‌آوری‌شده در ۱۰ فرد انسانی محاسبه می‌گردد. هر دو مادهٔ غذایی استاندارد و آزمون باید مقدار یکسانی از کربوهیدرات در دسترس داشته باشند. نتیجه، رتبه‌بندی نسبی برای هر مادهٔ غذایی آزمون‌شده ارائه می‌دهد.
بنابراین مواد غذایی حاوی کربوهیدرات‌هایی که در طی گوارش به‌سرعت تجزیه می‌شوند و به‌سرعت گلوکز را وارد جریان خون می‌کنند، تمایل به داشتن شاخص گلیسمی بالا دارند.
شاخص گلیسمی پایین‌تر نشان‌دهندهٔ سرعت پایین‌تر هضم و جذب کربوهیدرات‌های مادهٔ غذایی و همچنین می‌تواند حکایت از استخراج بیشتر محصولات هضم کربوهیدرات از کبد و محیط پیرامونی داشته باشد.
در روش‌های تأییدشدهٔ کنونی، گلوکز به‌عنوان مادهٔ غذایی مرجع استفاده می‌شود و به‌طور قراردادی مقدار شاخص گلیسمی آن ۱۰۰ در نظر گرفته می‌شود. این کار مزایایی از جمله جهانی بودن و تولید مقادیر حداکثر GI در حدود ۱۰۰ را دارد. نان سفید نیز می‌تواند به‌عنوان غذای مرجع به کار رود که در این صورت مجموعه متفاوتی از مقادیر GI به‌دست می‌آید (اگر نان سفید = ۱۰۰ باشد، آنگاه گلوکز ≈ ۱۴۰ خواهد بود). برای افرادی که منبع اصلی کربوهیدرات رژیم غذایی‌شان نان سفید است، این روش این مزیت را دارد که به‌طور مستقیم نشان می‌دهد آیا جایگزینی غذای اصلی با مادهٔ غذایی متفاوت، منجر به پاسخ قند خون سریع‌تر یا آهسته‌تری می‌شود. یکی از معایب استفاده از نان سفید به‌عنوان غذای مرجع این است که مرجع مشخص و تعریف‌شده‌ای محسوب نمی‌شود؛ زیرا استاندارد جهانی برای میزان کربوهیدرات نان سفید وجود ندارد.

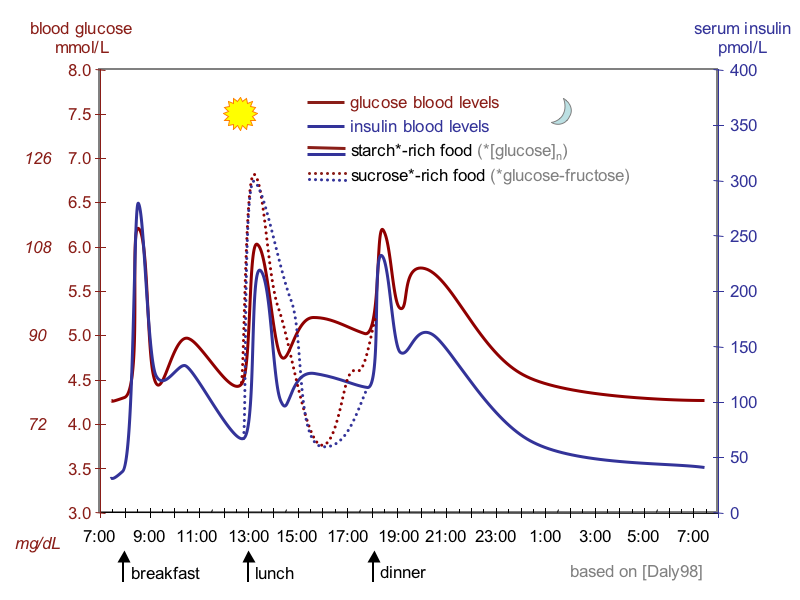
نموداری که تغییرات قند خون را در طول یک روز با سه وعده غذایی نشان می‌دهد

## دقت
جدول‌های شاخص گلیسمی معمولاً تنها یک مقدار برای هر مادهٔ غذایی ارائه می‌کنند، اما متغیرهایی می‌توانند باعث تغییر این مقدار شوند:
- رسیدگی — میوه‌های رسیده‌تر دارای قند بیشتری هستند و بنابراین GI بالاتری دارند؛
- روش‌های پخت — هرچه یک غذا بیشتر یا بیش از حد پخته شود، ساختار سلولی آن بیشتر تخریب می‌شود و تمایل دارد سریع‌تر هضم شده و قند خون را بیشتر افزایش دهد؛
- فرآوری — برای مثال، آرد دارای GI بالاتری نسبت به غله کامل است که از آن آسیاب شده، زیرا آسیاب کردن لایه‌های محافظ غله را می‌شکند؛ همچنین مدت زمان نگهداری نیز مؤثر است. سیب‌زمینی نمونه قابل‌توجهی است که حتی در یک رقم خاص، از GI متوسط تا بسیار بالا متغیر است.[۸][۹]
- ترتیب مصرف — تغییر ترتیبِ خوردن مواد غذایی نشان داده است که بر سطح قند خون تأثیر می‌گذارد؛ به‌طوری‌که خوردن نشاسته‌ها یا قندها در ابتدای وعده باعث افزایش سریع‌تر قند خون نسبت به زمانی می‌شود که پس از سایر قسمت‌های وعده خورده شوند.[۱۰]

از همه مهم‌تر، پاسخ گلیسمی از یک فرد به فرد دیگر و حتی در یک فرد در روزهای مختلف متفاوت است؛ بسته به سطح قند خون، مقاومت به انسولین و عوامل دیگر.
شاخص گلیسمی تنها تأثیر یک مادهٔ غذایی بر سطح قند را در بازهٔ دو ساعت پس از خوردن نشان می‌دهد؛ در حالی که افراد مبتلا به دیابت ممکن است پس از مصرف برخی مواد غذایی تا چهار ساعت یا بیشتر سطح قند خون بالایی داشته باشند.

## گروه‌بندی
مقادیر GI را می‌توان به‌صورت درصد روی یک مقیاس مطلق به‌طور شهودی تفسیر کرد و معمولاً به‌صورت زیر تعبیر می‌شوند:
| گروه  | بازه GI     | نمونه‌ها |
| ----- | ----------- | --- |
| پایین | ۵۵ یا کمتر  | فروکتوز؛ حبوبات (لوبیا سیاه، لوبیا چیتی، لوبیا قرمز، عدس، بادام زمینی، نخود); دانه‌های کوچک (تخمه آفتابگردان، تخم کتان، تخم‌کدو، تخم خشخاش، کنجد، تخم شاه‌دانه); گردو، بادام هندی؛ اغلب غلات کامل و دست‌نخورده (دوروم، اسپلت، گندم کاموت، ارزن، یولاف، چاودار، برنج، جو); اغلب سبزیجات، بیشتر میوه‌های شیرین (هلو، توت‌فرنگی، انبه)؛ تاگاتوز؛ قارچ‌های خوراکی؛ فلفل تند؛ سیب‌زمینی شیرین با پوست |
| متوسط | ۵۶–۶۹       | قند سفید یا ساکارز؛ غله کامل یا آرد غنی‌شده؛ نان پیتا؛ برنج باسماتی؛ سیب‌زمینی سفید/زرد با پوست؛ آب انگور؛ کشمش؛ آلو بخارا؛ نان پومپرنیکل؛ آب کرنبری؛ بستنی معمولی؛ موز؛ سیب‌زمینی شیرین پوست‌کنده |
| بالا  | ۷۰ و بالاتر | گلوکز (دکستروز، قند انگور)؛ شربت ذرت با فروکتوز بالا؛ نان سفید (فقط از آندوسپرم گندم)؛ اغلب انواع برنج سفید (فقط از اندوسپرم برنج)؛ کورن فلکس؛ غلات صبحانه حاصل از فرآیند اکستروژن؛ مالتوز؛ مالتودکسترین؛ سیب‌زمینی سفید/زرد پوست‌کنده (۸۳) |

غذاهایی با GI پایین باعث افزایش آهسته‌تر و پایدارتر سطح قند خون می‌شوند و منجر به مقادیر پایین‌تر قند خون پس از صرف غذا می‌گردند. در مقابل، مواد غذایی با GI بالا موجب افزایش سریع‌تر سطح قند خون می‌شوند و در شرایطی مانند بازیابی انرژی پس از ورزش یا برای فردی که دچار هیپوگلیسمی شده مناسب هستند.
اثر گلیسمی مواد غذایی به عواملی مانند نوع نشاسته (انگلیسی: amylose در برابر انگلیسی: amylopectin)، میزان گیر افتادگی مولکول‌های نشاسته در ساختار غذا، مقدار چربی و پروتئین موجود در غذا و حضور اسیدهای آلی یا نمک‌های آن‌ها در وعده وابسته است. حضور چربی یا فیبر محلول غذایی می‌تواند سرعت تخلیه معده را کاهش داده و در نتیجه GI را پایین بیاورد. به‌طور کلی، نان‌های زبر و دانه‌دار که مقدار فیبر بیشتری دارند، دارای شاخص گلیسمی پایین‌تری نسبت به نان سفید هستند.
بسیاری از رژیم‌های غذایی مدرن اشاره کرده‌اند که مواد غذایی که معمولاً ناسالم تلقی می‌شوند می‌توانند دارای شاخص گلیسمی پایین باشند، برای مثال کیک شکلاتی (GI=۳۸)، بستنی (۳۷)، یا فروکتوز خالص (۱۹)، در حالی که موادی مانند سیب‌زمینی و برنج دارای GI در حدود ۱۰۰ هستند اما در کشورهایی که نرخ ابتلا به دیابت در آن‌ها پایین است به طور رایج مصرف می‌شوند.

## کاربرد

### کنترل وزن
جایگزینی چربی‌های اشباع با کربوهیدرات‌هایی با شاخص گلیسمی پایین در رژیم غذایی می‌تواند برای کنترل وزن مفید باشد؛ در حالی که جایگزینی آن‌ها با کربوهیدرات‌های تصفیه‌شده و دارای شاخص گلیسمی بالا این‌گونه نیست. با این حال، یک مرور کاکرین در سال ۲۰۲۳ نشان نداد که اتخاذ رژیم‌های با شاخص (یا بار) گلیسمی پایین در افراد دارای اضافه‌وزن یا چاقی منجر به کاهش وزن بیشتر (و کنترل بهتر چربی) نسبت به استفاده از رژیم‌هایی با شاخص/بار گلیسمی بالاتر یا سایر راهبردها شود.
در مدیریت بالینی چاقی، به نظر می‌رسد رژیم‌هایی که بر پایه شاخص یا بار گلیسمی پایین هستند کنترل بهتری بر قند خون و التهاب ایجاد می‌کنند نسبت به رژیم‌هایی که بر پایه شاخص گلیسمی بالا هستند (و بنابراین می‌توانند در پیشگیری از بیماری‌های مرتبط با چاقی مؤثرتر باشند). در کودکان دارای اضافه‌وزن و چاق، اتخاذ رژیم‌های با شاخص/بار گلیسمی پایین ممکن است به کاهش وزن منجر نشود، اما احتمالاً فواید دیگری داشته باشد.

## محدودیت‌ها

### در مقایسه با مقدار کربوهیدرات
بسته به مقدار مصرف، تعداد گرم‌های کربوهیدرات موجود در یک مادهٔ غذایی می‌تواند تأثیر بیشتری بر سطح قند خون نسبت به شاخص گلیسمی داشته باشد. مصرف کمتر انرژی غذایی، کاهش وزن و شمارش کربوهیدرات‌ها ممکن است برای کاهش سطح قند خون مؤثرتر باشند. کربوهیدرات‌ها بیشترین تأثیر را بر قند خون دارند، و دو مادهٔ غذایی با مقدار مساوی کربوهیدرات معمولاً اثرات قابل مقایسه‌ای بر سطح گلوکز خون دارند. یک غذا با شاخص گلیسمی پایین می‌تواند دارای محتوای بالای کربوهیدرات باشد یا بالعکس؛ این موضوع را می‌توان با استفاده از بار گلیسمی (GL) در نظر گرفت که در آن: GL = درصد GI × گرم کربوهیدرات در هر وعده غذایی.

### در مقایسه با شاخص انسولین
در حالی که از شاخص گلیسمی مواد غذایی به‌عنوان راهنما برای افزایش سطح گلوکز خون پس از وعده‌های حاوی این مواد استفاده می‌شود، افزایش واقعی قند خون از فردی به فرد دیگر بسیار متفاوت است — حتی پس از مصرف وعده‌های غذایی یکسان. بخشی از این موضوع به این دلیل است که شاخص گلیسمی سایر عوامل غیر از پاسخ گلیسمی، مانند پاسخ انسولین — که با شاخص انسولین اندازه‌گیری می‌شود و ممکن است برای نمایش اثرات برخی محتویات غذایی غیر از کربوهیدرات‌ها مناسب‌تر باشد — را در نظر نمی‌گیرد. به‌طور خاص، از آنجا که GI بر اساس مساحت زیر منحنی پاسخ گلوکز در طول زمان پس از مصرف مادهٔ غذایی محاسبه می‌شود، شکل منحنی تأثیری بر مقدار GI ندارد. پاسخ گلوکز ممکن است به سطح بالایی برسد و سریع پایین بیاید، یا کمتر اوج بگیرد ولی برای مدت طولانی‌تری باقی بماند و در نهایت مساحت زیر منحنی یکسانی داشته باشند.

## یادداشت
- Human Nutrition Unit; School of Molecular Bioscience. "Glycemic Index". International GI database. University of Sydney. – Searchable database of over 2600 foods with their glycemic index and load values.
- List of low GI foods
- Glycemic Index and Glycemic Load calculator Total values for any combinations of foods and any number of servings are computed according to FAO/WHO specifications).
- Diabetes UK: Glycaemic Index and Diabetes